# Monte Sereno
La municipalité de Monte Sereno est située dans le comté de Santa Clara, dans l’État de Californie, aux États-Unis. Lors du recensement de 2010, elle comptait 3 341 habitants.

## Anecdote
John Steinbeck a écrit Les Raisins de la colère et Des souris et des hommes dans une résidence qui fait aujourd’hui partie de Monte Sereno.

## Démographie
| 1960  | 1970  | 1980  | 1990  | 2000  | 2010  |
| ----- | ----- | ----- | ----- | ----- | ----- |
| 1 506 | 2 847 | 3 434 | 3 287 | 3 483 | 3 341 |

## Source
- (en) Cet article est partiellement ou en totalité issu de l’article de Wikipédia en anglais intitulé « Monte Sereno, California » (voir la liste des auteurs).

1. ↑  « Statistiques des États-Unis - Californie - Profils des communautés de 2010 » (consulté en novembre 2020)